# Cecilia Rosa de Jesús Talangpaz
Cecilia Rosa de Jesús Talangpaz (16. července 1693, Calumpit – 31. července 1731, Manila) byla filipínská řeholnice a spoluzakladatelka kongregace Sester augustiniánek rekoletek.

## Život
Narodila se 16. července 1693 v Calumpitu.
Spolu se svou starší sestrou Dionisiou de Santa Maria Talangpaz se usadili poblíž svatyně Panny Marie Karmelské v Manile. Jejich zbožný život upoutal pozornost Augustiniánů rekoletů, kteří se o svatyni starali. V července 1725 vstoupili sestry do třetího řádu a žili v klášteře.
Komunita ve které sestry žily, získala později název Sestry augustiniánky rekoletky. Roku 1929 bylo toto terciární společenství povýšeno na řeholní kongregaci.
Zemřela 31. července 1731.

## Proces svatořečení
Její proces svatořečení byl zahájen 10. září 1999 v manilské arcidiecézi.